# Hotelul Waldorf Astoria din Ierusalim
Hotelul Waldorf Astoria din Ierusalim (în ebraică:מלון וולדורף אסטוריה ירושלים Malon Waldorf Astoria Yerushalaim) este un hotel de lux din Ierusalim, care a fost construit în locul Hotelului istoric Palace, păstrând fațada acestuia. A fost deschis in martie 2014 

### Hotel Palace
La colțul străzilor Agron (la vremea respectivă Mamilla Road) și David Hamelekh (King David) pe un teren ținând de vechiul cimitirul musulman Mamilla din Ierusalim, s-a construit în 1928-1929 un hotel arab de lux, numit Hotel Palace, proiectat de arhitecții turci Mimar Kemaladdin Bey și Mehmed Nihad Bey. Hotelul, aflat în posesia Înaltului Consiliu Islamic din Ierusalim, prezidat de marele muftiu al orașului, Hadj Amin al-Husseini s-a închis în 1935, între altele, din cauza concurenței cu Hotelul King David din apropiere. In continuare el a fost închiriat de autoritățile mandatare britanice din Palestina care l-a folosit pentru oficii civile și militare britanice, între altele oficiul Radiodifuziunii - Vocea Ierusalimului. După proclamarea Statului Israel în 1948 clădirea a găzduit Ministerul Aprovizionării și al Raționalizării și apoi Ministerul israelian al Industriei și Comerțului. Ulterior, clădirea a stat abandonată vreme de mai mulți ani.

### Renovarea hotelului

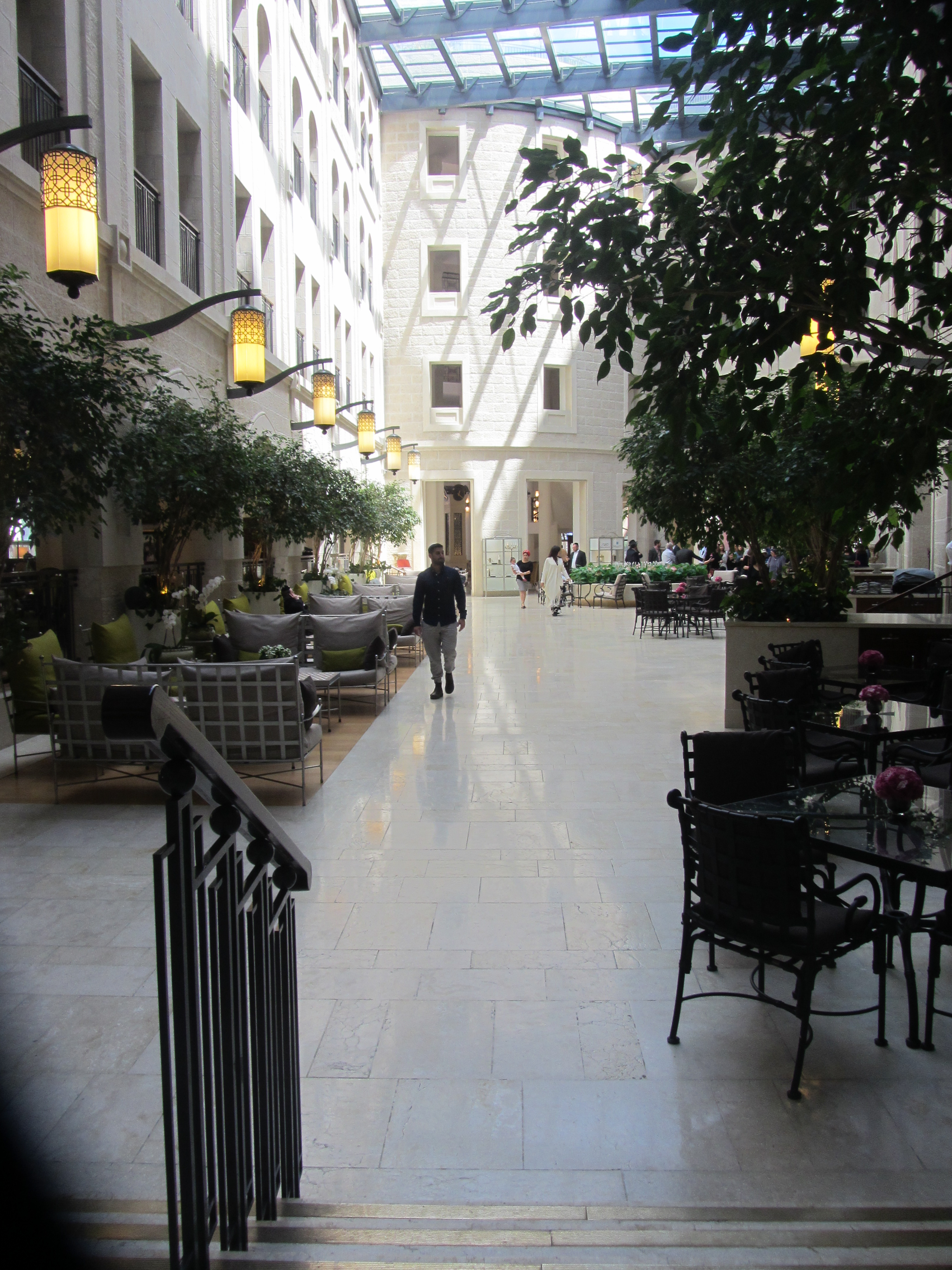
Hotelul Waldorf Astoria din Ierusalim - vedere interioară

În 1999 Oficiul israelian de dezvoltare a Ierusalimului a publicat în 1999 un concurs pentru renovarea ex-hotelului Palace și revenirea edificiului la folosința lui inițială ca hotel, în același timp cu renovarea clădirii vecine a vamei de la colțul străzilor Agron și David Hamelekh.
. Concursul a fost câștigat de compania Regency(pe atunci proprietara Hotelului Dan (Regency) Ierusalim). Criza în sectorul turismului în urma celei de-a Doua Intifade 
a dus la amânarea traducerii în viață a proiectului.

În 2005 familia Reichman, oameni de afaceri evrei habotnici canadieni, activi în domeniul bunurilor imobiliare, a cumpărat de la compania Regency drepturile de dezvoltare ale perimetrului hotelului în schimbul a 20 milioane de dolari 
Proiectul de renovarea inclus adăugarea la clădirea originară a unei noi aripi și a șase etaje suplimentare, prevazându-se un număr de 230 camere față de cele 140 ale vechiului hotel.
În 2008 frații Reichmann au semnat un acord cu rețeaua de hoteluri Hilton pentru punerea în funcție a hotelului renovat sub logoul de prestigiu al rețelei, Waldorf-Astoria.
„Planul de construcție urbană” al clădirii a fost pregatit de arhitectul David Kroyanker, specialist în cladirile vechi din Ierusalim, iar proiectarea cladirii în forma nouă a fost încredințat arhitectului Yehuda Feigin. Arhitectura interioară a fost încredințată designer-ului turc Sinan Kefader.

În decembrie 2017 fiii lui Paul Reichmann au vândut hotelul omului de afaceri franco-israelian Michel Ohayun în schimbul a 160 milioane de dolari.
În decembrie 2020 după ce Ohayun nu a înapoiat un împrumut primit, creditorul - Fondul speculativ american York, a preluat hotelul.